# Вторая Архипелагская экспедиция

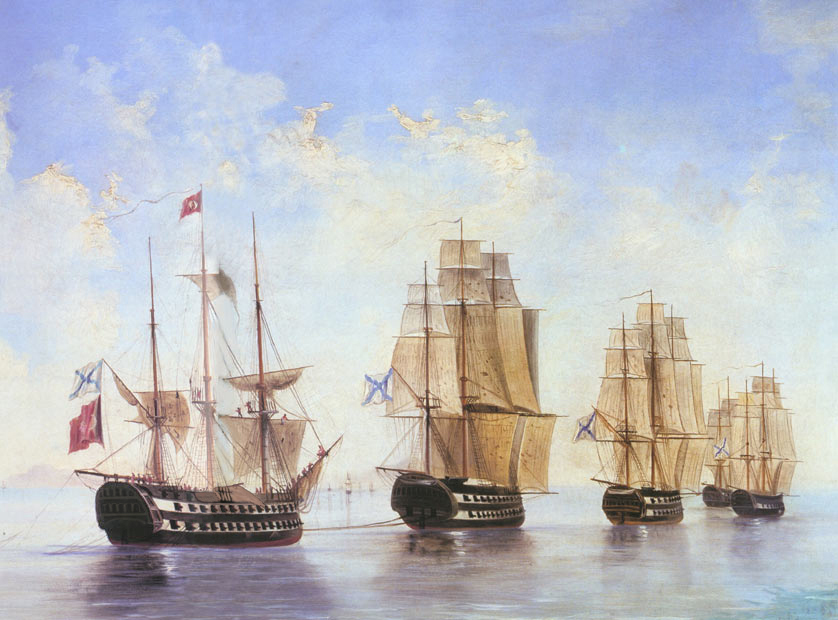
Алексей Боголюбов «Русский флот после Афонского сражения»

Вторая Архипелагская экспедиция — действия русского Балтийского флота под командованием адмирала Дмитрия Николаевича Сенявина в Средиземном море в 1805—1807 годах. Одна из Архипелагских экспедиций русского флота. Проходила во время войн третьей и четвёртой антифранцузских коалиций и русско-турецкой войны 1806—1812 годов. Во время этой экспедиции русский флот вначале действовал в Адриатическом море у берегов Далмации против французов, а затем разгромил турецкий флот в Дарданелльском и Афонском сражениях. Победы русского флота в Эгейском море и успехи русских войск на Дунайском и Кавказском театрах военных действий вынудили турецкое правительство заключить в августе 1807 года перемирие с Россией. После заключения Тильзитского мира с наполеоновской Францией русский флот снял блокаду Дарданелл и вернулся в Балтийское море.

## Цели экспедиции

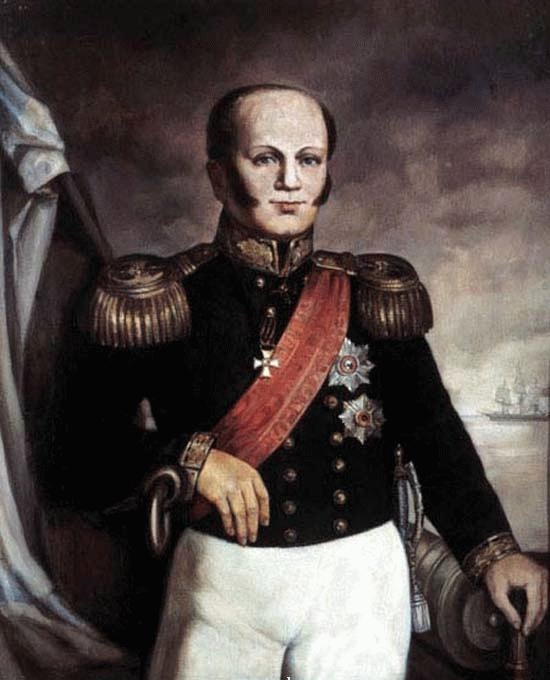
Руководитель экспедиции Дмитрий Николаевич Сенявин

После Средиземноморского похода Ушакова в 1800 году под формальным протекторатом Турции и фактическим контролем России возникла республика Семи Ионических островов. На принадлежавшем этому государству острове Корфу находилась база русского флота. В 1805 году Россия вступила в войну третьей коалиции против наполеоновской Франции и, опасаясь союза Османской империи с Наполеоном и возможности появления французского флота на Адриатике, решила отправить к Ионическим островам военную эскадру. Командующим эскадрой был назначен вице-адмирал Дмитрий Николаевич Сенявин. 31 августа 1805 года Сенявину был послан специальный рескрипт императора Александра I с боевой задачей:

«Секретно. Господину вице-адмиралу Сенявину.
Приняв Республику семи соединенных островов под особенное покровительство мое и желая изъявить новый опыт моего к ней благопризрения, почел и за нужное при настоящем положении дел Европы усугубить средства к обеспечению её пределов. Поелику же республика сия по приморскому местоположению своему не может надежнее ограждаема быть как единственно, так сказать, под щитом морских сил и военных действий оных, то по сему уважению повелел я отправить туда дивизию, состоящую из пяти кораблей и одного фрегата, и тем усилить ныне там пребывающее морское ополчение наше. Вверяя все сии военные, как морские, так и сухопутные силы вашему главному начальству для руководства вашего, признал я за нужное снабдить вас следующими предписаниями:
Снявшись с якоря и следуя по пути, вам предлежащему, употребите все меры, морским искусством преподаваемые и от благоразумной и опытной предусмотрительности зависящие, к безопасности плавания вашего и к поспешному достижению в Корфу»

Впоследствии цели экспедиции изменились, и русский флот был вынужден вести борьбу на два фронта: против французов в Адриатике и против турок в Эгейском море.

## Переход в Средиземное море
Эскадра Сенявина вышла из Кронштадта 10 сентября 1805 года и состояла из пяти линейных кораблей — 84-х пушечного флагмана «Уриил» и четырёх 74-х пушечных: «Ярослав» (флагман), «Святой Петр», «Москва» и «Селафаил»; 32-х пушечного фрегата «Кильдюин» и двух бригов: «Аргус» и «Феникс».
Переход в Средиземное море прошёл успешно. Русская эскадра смогла ускользнуть в Бискайском заливе от специально посланной против неё французской эскадры и без потерь пришла на остров Корфу 18 января 1806 года. На Корфу эскадра Д. Н. Сенявина объединилась с эскадрой Алексея Самуиловича Грейга, находящейся в Ионическом море со времён похода Ушакова 1799 года. Эскадра, базирующаяся на Корфу, включала в себя 6 линейных кораблей — четыре 74-пушечных: «Елена», «Параскева», «Мария Магдалина Вторая» и «Азия»; два 64-пушечных: «Ретвизан» и «Михаил» (последний без пушек, служил для перевозки войск); 4 фрегата: 50-пушечный «Венус», 44-пушечный «Михаил», 32-пушечный «Автроил» и использующийся как госпитальное судно «Армения», 4 корвета: 24-пушечные «Диомид» и «Херсон», 18-пушечные «Альциное» и «Днепр»; 2 больших военных транспорта: «Григорий» и «Павел», 5 бригов с 16 пушками на каждом: «Орел», «Александр», «Бонапарте», «Летун», «Богоявленск» и шхуна «Экспедиция», на которой тоже было 16 пушек. Кроме того, из трофейных французских судов переделаны в корветы 28-пушечный «Дерзкий» и 22-пушечный «Версона» и две 16-пушечные шебеки «Азард» и «Забияка». Весь флот состоял из 10 линейных кораблей, 4 фрегатов, 6 корветов, 7 бригов, 2 шебек, одной шхуны и 12 канонерских лодок.

## Адриатическая экспедиция

### Занятие русским флотом области Бока-ди-Каттаро
К моменту прибытия Сенявина к Корфу ситуация в Европе резко изменилась. После Аустерлицкого сражения Австрия вышла из войны с Францией и подписала с Наполеоном Пресбургский мир. По условиям этого мира Австрия лишалась Далмации и всех бывших земель Венеции, которые она получила после Итальянского похода Бонапарта. В числе прочих приобретений Франции были и земли бывшей Дубровницкой республики и области Бока-ди-Каттаро. Эти области, населённые славянами и находящиеся под недолгим управлением Австрии в реальности пользовались широкой автономией и не желали переходить под власть «Итальянского короля» Бонапарта. Особенно это касалось области Бока-ди-Каттаро, население которой более чем на две трети составляли православные христиане, желавшие объединиться с соседней родственной Черногорией в единое государство. Жители вокруг Которской бухты перешли под покровительство Австрии на том же условии, на котором до этого были подвластны Венеции. Особым договором было установлено, что Венеция, считая область Бока-ди-Каттаро состоящей под своим покровительством, не имеет права уступать её никакой другой державе; в случае же бессилия Венеции отстоять для Бока-ди-Каттаро это условие, область получит полную от неё независимость и по своему выбору может просить покровительства у всякой другой державы. Уступив Наполеону после Аустерлица Бока-ди-Каттаро, австрийский император тем самым нарушил признанные им же права этой области и, естественно, вызвал у бокезцев (так называли жителей области вокруг Которской бухты) сильнейшее негодование и желание искать покровительства у родственной им России, флот которой, как они знали, находился в Корфу. Одновременно бокезцы послали гонцов в столицу Черногории Цетинье с предложением объединения Черногории и Боки Которской в одно государство под покровительством Российской империи. Черногорцы решили немедленно действовать: 15 февраля (27 февраля по новому стилю) 1806 года верховный правитель и глава церкви Черногории митрополит Пётр Негош созвал скупщину, на которой было решено послать отряд в тысячу человек в Которскую Бухту.

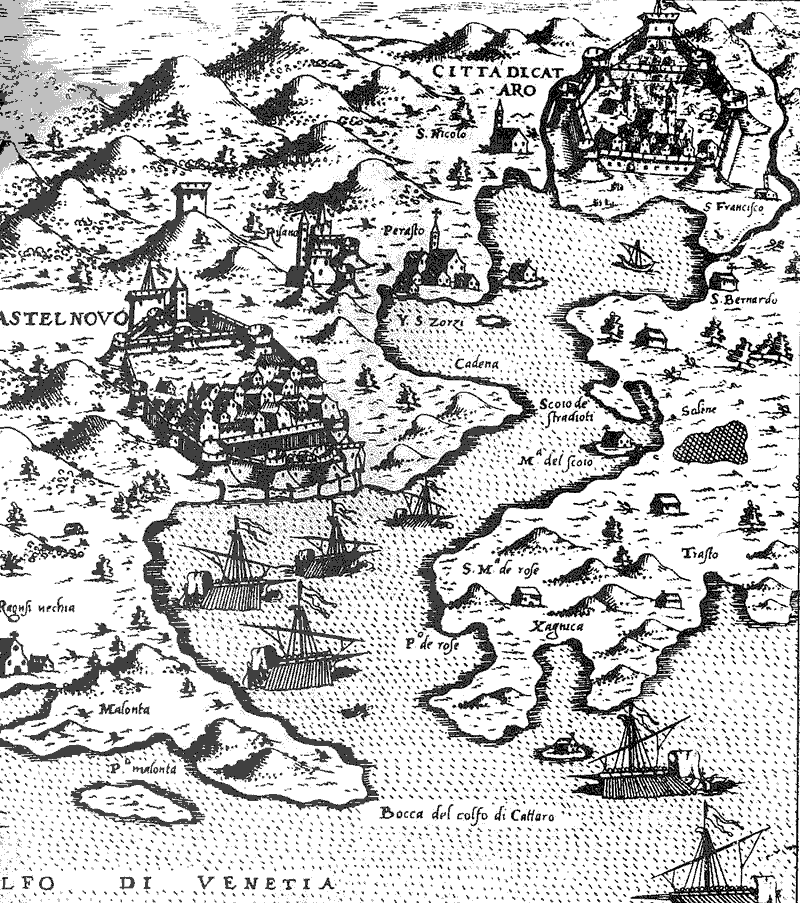
Старинная карта Бока-ди-Каттаро

Сенявин принял решение действовать немедленно и направил капитана Белли с отрядом морской пехоты и эскадрой в составе трёх судов (линейный корабль «Азия», фрегат «Михаил» и шхуна «Экспедицион») в Боку-ди-Каттаро. 16 февраля (28 февраля) Белли высадил десант и соединившись с отрядом черногорцев под стенами крепости Кастельнуово. 21 февраля Белли предъявил австрийскому губернатору маркизу де Гизильери беспримерный по краткости указанного в нём срока ультиматум: сдать все 8 крепостей в 15 минут. Гизильери пытался указать, что достоинство Австрии не позволяет ему сдать крепости без боя, и просил, чтобы с русского корабля хоть раз выстрелили из пушки: «Тогда,— заявил он,— я буду иметь право донести своему императору, что крепость пала во время боя».
Не считая возможным для достоинства России согласиться на такое предложение, Белли ответил, что, в случае упорства, заговорят все его пушки,— и маркиз де Гизильери уступил. Немедленно же на 8 крепостях взвились русские императорские флаги, австрийские гарнизоны были изгнаны и караулы во всех крепостях заняты русскими матросами.
Недавно освобождённые жители области Бока-ди-Каттаро и духовный и политический лидер Черногории Пётр Негош немедленно присягнули на верность императору Александру. Изгнанные австрийские гарнизоны на мелких судах были переправлены домой. Ликованию жителей города не было границ. Бокезцы от радости плакали, русских моряков целовали, обнимали, осыпали цветами, целовали полы их платья. Российские суда расцветились флагами и вместе с со всеми восемью фортами произвели салют в 101 выстрел; по всей области слышалась пушечная и ружейная пальба — весь день, до глубокой ночи, в знак радости; не только местные торговые суда, но и все дома и шлюпки украсились Андреевскими флагами. Россия получила в своё распоряжение удобную и защищенную от ветров Которскую бухту.
Негодованию Наполеона, когда он узнал о сделанном Сенявиным шаге, не было границ: одним ударом рушились его честолюбивые замыслы; театр войны в Средиземном море Сенявин перенес с Ионических островов в Бока-ди-Каттаро и, господствуя в Адриатике, отрезал всякое сообщение шедшим через Далмацию французским войскам с Италией; лишившись короткого морского пути, доставлявшего им продовольствие и боеприпасы, французы должны были получать их через австрийские владения, непроходимые горы, при враждебном отношении населения (включавшем партизанские засады). Удар, нанесенный Наполеону Сенявиным, пришелся, кроме того, в тот самый момент, когда, казалось, ещё немного — и генерал Лористон, а вслед за ним и маршал Мармон займут Котор; вместо этого по всей области развевались русские флаги, австрийцы были изгнаны, и бокезцы радостно восклицали: «Да здравствует Царь наш Белой. Да веки поживет наш Александр!» О том, насколько большое значение французский император придавал Бока-ди-Каттаро, можно судить по дальнейшим действиям Наполеона: впоследствии, видя безуспешность своих попыток сломить Сенявина военной силой, он предложил Австрии добиться от России получения Бока-ди-Каттаро дипломатическим путём, за выполнение своего желания обещая вывести все французские войска из Пруссии и отдать Австрии Браунау.

### Операции на Далматинских островах
После занятия русским флотом Которской бухты Сенявин обратил внимание на Далмацию. Основной интерес представляли для него земли бывшей Дубровницкой республики с островами Млет, Корчула и Ластово. Рагуза при австрийском правлении также имела самоуправление, но большая часть жителей этого города составляли католики (хорваты и итальянцы), а потому на такую полную поддержку как в Которской бухте и Черногории русскому флоту рассчитывать не приходилось. А потому Белли отправил в Рагузу посла, который заключил с бывшей республикой договор о своеобразном нейтралитете. Русские не вступают в её пределы до тех пор, пока там не появятся французы. Сенявин 13 марта на корабле «Селафаил» прибыл в Кастельнуово и сам, а оттуда на шлюпке отправился в Катаро. В это же время французы продолжали вступать в Далмацию, им удалось занять и острова, в том числе Курцуолу. Хотя их экспедиционный корпус был невелик и составлял около 6 тысяч человек. Сенявин решил изгнать французов из Далмации, для это направил Белли с 3 линейными кораблями («Азия», «Ярослав», «Елена»), 2 фрегатами, 2 бригами и шхуной блокировать занятое французами побережье и стараться овладеть рядом Далматинских островов, а сам отправился в Корфу за подкреплением. 30 марта Белли подошёл к острову Курцола на пистолетный выстрел, сильным огнём в несколько минут сбил на крепости орудия, и не успел ещё десант из двух рот высадиться со шлюпок на берег, как французы, потеряв 85 человек убитыми, сдались без всяких условий: комендант, 7 офицеров и 252 солдата. В крепости русским достались в трофей 12 пушек, много всяких запасов и 9 судов.
Через несколько дней входящая в эскадру Белли (недавно захваченная у французов) шебека «Азард» совершила нападение на стратегически важный остров Лисса. Остров находился в самом центре Адриатики и контроль над ним фактически закрывал для французских судов свободный выход из северной части Адриатического моря. Десант с шебеки 5 апреля 1806 г. смог одолеть французов, было захвачено 10 пушек и несколько пленных.
Белли пытался развить успех и попытался овладеть островом Лезино.
Сенявин заключил военное соглашение с сенатом Рагузской республики, направленное против французов, но уже 15 мая 1806 года Новая Рагуза (совр. Дубровник) без сопротивления была занята французским генералом Лористоном, что стало началом конца республики.
21 мая русский флот освободил в Триесте захваченные бокезские суда. В июне-июле флот осуществлял блокаду Венеции и далматинского побережья. 5—24 июня русским флотом и черногорцами была блокирована Новая Рагуза (Дубровник), что вынудило французов доставлять войска и съестные припасы через австрийские владения, по непроходимым горам. С июля на военный театр прибыл новый французский командующий Мармон.
10 декабря 1806 года русские овладели островом (Брацца). Французам ненадолго удалось овладеть Курцола, но 11 декабря 1806 года французский десант сдался русскому флоту.

## Эгейская экспедиция

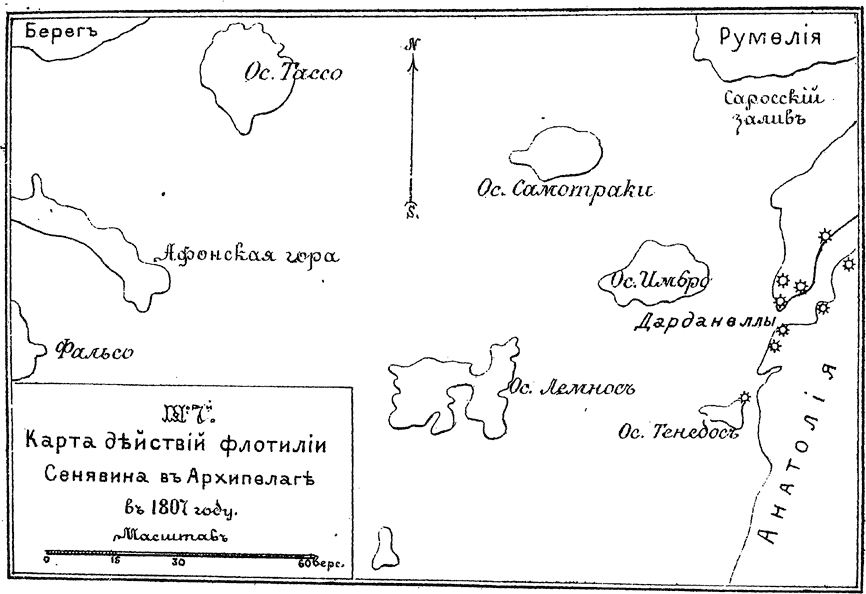
План действия эскадры Сенявина в Эгейском море

18 декабря 1806 года Турция объявила войну России. Англия, как союзник России объявила 12 января 1807 года войну Турции. Сенявин оставив небольшой отряд капитана И. А. Баратынского на Корфу, двинулся в Эгейское море. Первоначально предполагалось вывести Османскую империю из войны совместным ударом на Константинополь российской эскадры Сенявина, английской эскадры Дакуорта, находившихся в Эгейском море, а также эскадры российского Черноморского флота контр-адмирала С. А. Пустошкина. Однако в феврале – марте 1807 года корабли английской эскадры получили повреждения во время самостоятельно предпринятого рейда на Константинополь, и Дакуорт отказался от совместных действий. Сенявин принял решение блокировать Дарданеллы и прервать снабжение продовольствием Константинополя.
10 марта 1807 года Сенявин занял остров Тенедос. Турецкий флот пытался прорвать блокаду, но 10 мая 1807 года у самого входа в Дарданеллы был  атакован Сенявиным, потерпел поражение и был вынужден укрыться в проливе. 
17—26 июня турки вновь пытались прорвать блокаду и отбить Тенедос, но были разбиты вернувшейся эскадрой Сенявина. 
В результате неуспеха прорыва блокады в Константинополе начались голодные бунты. Неудачи на суше и на море вынудили Османскую империю 12(24) августа 1807 года подписать перемирие.

## Завершение экспедиции
25 июня 1807 года был заключён Тильзитский мир, по которому Россия обязалась уступить Франции Ионические острова. Сенявин был вынужден заключить формальное перемирие с турками и уходить из Архипелага, предоставив англичанам продолжать войну. Оставляя Тенедос 24 июля 1807 года, Сенявин поручил разрушить там все укрепления. К 14 августа русскими была оставлена область Бока-ди-Каттаро. Русская эскадра Сенявина покинула регион Адриатического моря. Была ликвидирована Республика Семи Островов.